# Jorit
Jorit Ciro Cerullo (Nàpols, 24 de novembre de 1990), més conegut com Jorit, és un artista de carrer italià.

## Biografia
Jorit va néixer a la ciutat de Nàpols. El seu pare, Luigi Cerullo, era napolità, i la seva mare, Jeannina, holandesa. Va créixer a Quarto, a la Ciutat metropolitana de Nàpols. Després d'estudiar a l'institut Galileo Galilei de Nàpols, va assistir a l'Accademia di Belle Arti di Napoli.

El seu interès per l'art de carrer s'inicià quan tenia 13 anys. Jorit ha definit el seu enfocament polític a l'hora triar rostres corrents de la classe treballadora per a encarnar personatges famosos, a l'estil de Caravaggio. Així, la seva representació de San Gennaro, el patró de Nàpols, es basa en la fesomia d'un amic de 35 anys que és obrer en una fàbrica.

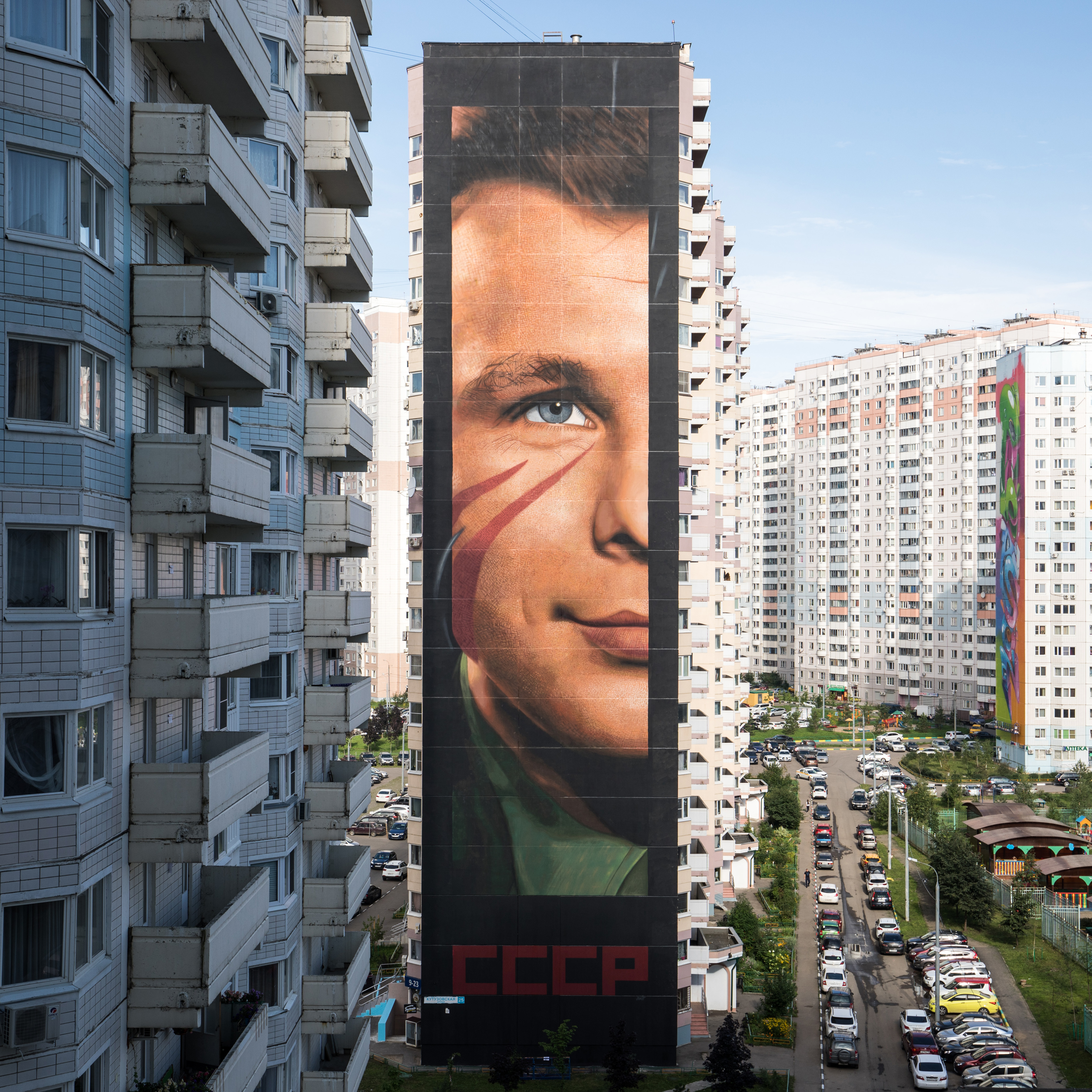
Iuri Gagarin

L'agost de 2019, Jorit pintà la cara del primer humà a viatjar a l'espai exterior, Iuri Gagarin, a la façana d'un edifici de vint pisos a la ciutat russa d'Odintsovo. A la base del mural hi ha les sigles «СССР» i és el retrat de Gagarin més gran del món.
El 22 de febrer de 2021, va pintar la cara de Valerio Verbano a la façana d’un edifici de Roma. Verbano fou un militant del moviment autònom italià assassinat el 1980 en una emboscada per tres feixistes que havien entrat a casa seva.

Ahed Tamimi

Jorit va ser arrestat i detingut durant tres dies després de pintar un mural dedicat a la jove activista palestina Ahed Tamimi, qui s'havia convertit en una figura emblemàtica del poble palestí després de plantar cara a un soldat israelià fora de casa seva, al poble de Nabi Salih. El mural, la finalització del qual estava prevista que coincidís amb l'alliberament de Tamimi després de 8 mesos de presó, es va realitzar al Mur de Cisjordània, a Betlem.
El març de 2021, Jorit pintà un mural de 15x10 metres en una pista de bàsquet abandonada al barri de Bagnoli, a Nàpols, un enorme retrat del raper català Pablo Hasél per a «donar suport a la seva lluita» i perquè «no es pot empresonar un artista, és una cosa molt greu i tothom hauria de solidaritzar-se amb Hasél. No es pot empresonar un artista per una cançó o per un mural».